# Giv, Gud, att ren och samvetsgrann
Giv, Gud, att ren och samvetsgrann är en kristen psalm. Texten är skriven av Johan Olof Wallin.

## Publicerad i
- Den svenska psalmboken 1819, som nummer 279 under rubriken "Kristligt sinne och förhållande - I allmänhet: Förhållandet till oss själva och nästan: Ståndaktighet, rättvisa, redlighet i handel och vandel".[1]
- Den svenska psalmboken 1937, som nummer 499 under rubriken "Det kristna samhället: Arbetet".